# Indolestes alfurus
Indolestes alfurus är en trollsländeart som först beskrevs av Maurits Anne Lieftinck 1960.  Indolestes alfurus ingår i släktet Indolestes och familjen glansflicksländor. Inga underarter finns listade i Catalogue of Life.